# Gongdelin
Gongdelin (kinesiska: Gongdelin Jiedao, 公德林, 公德林街道) är en socken i Kina. Den ligger i den autonoma regionen Tibet, i den sydvästra delen av landet, nära eller i regionhuvudstaden Lhasa. Antalet invånare är 72 247. Befolkningen består av 35 848 kvinnor och 36 399 män. Barn under 15 år utgör 9,0 %, vuxna 15-64 år 87 %, och äldre över 65 år 2,0 %.
Genomsnittlig årsnederbörd är 847 millimeter. Den regnigaste månaden är juli, med i genomsnitt 258 mm nederbörd, och den torraste är december, med 2 mm nederbörd.